# Isola di San Miguel
L'isola di San Miguel è un'isola facente parte delle Channel Islands, in California. È la sesta isola più grande dell'arcipelago. L'isola è inserita nel Channel Island national park.

## Fauna
Nelle acque che bagnano questa isola trovano rifugio gli squali bianchi.